# Justus Georg Schottel
Justus Georg Schottel (Einbeck, 23 juni 1612 – Wolfenbüttel, 25 oktober 1676) was een Duits dichter en taalkundige.

## Levensloop
Schottel studeerde in Leiden en in Wittenberg. In 1640 werd hij ambtenaar aan het hof in Brunswijk en vanaf 1646 in Wolfenbüttel. Zijn gedichten worden gekenmerkt door verheerlijking van zijn moedertaal. Hij was vanaf 1642 lid van de Fruchtbringende Gesellschaft en gold als de belangrijkste vertegenwoordiger van de opvattingen van dat genootschap.

## Werken (selectie)

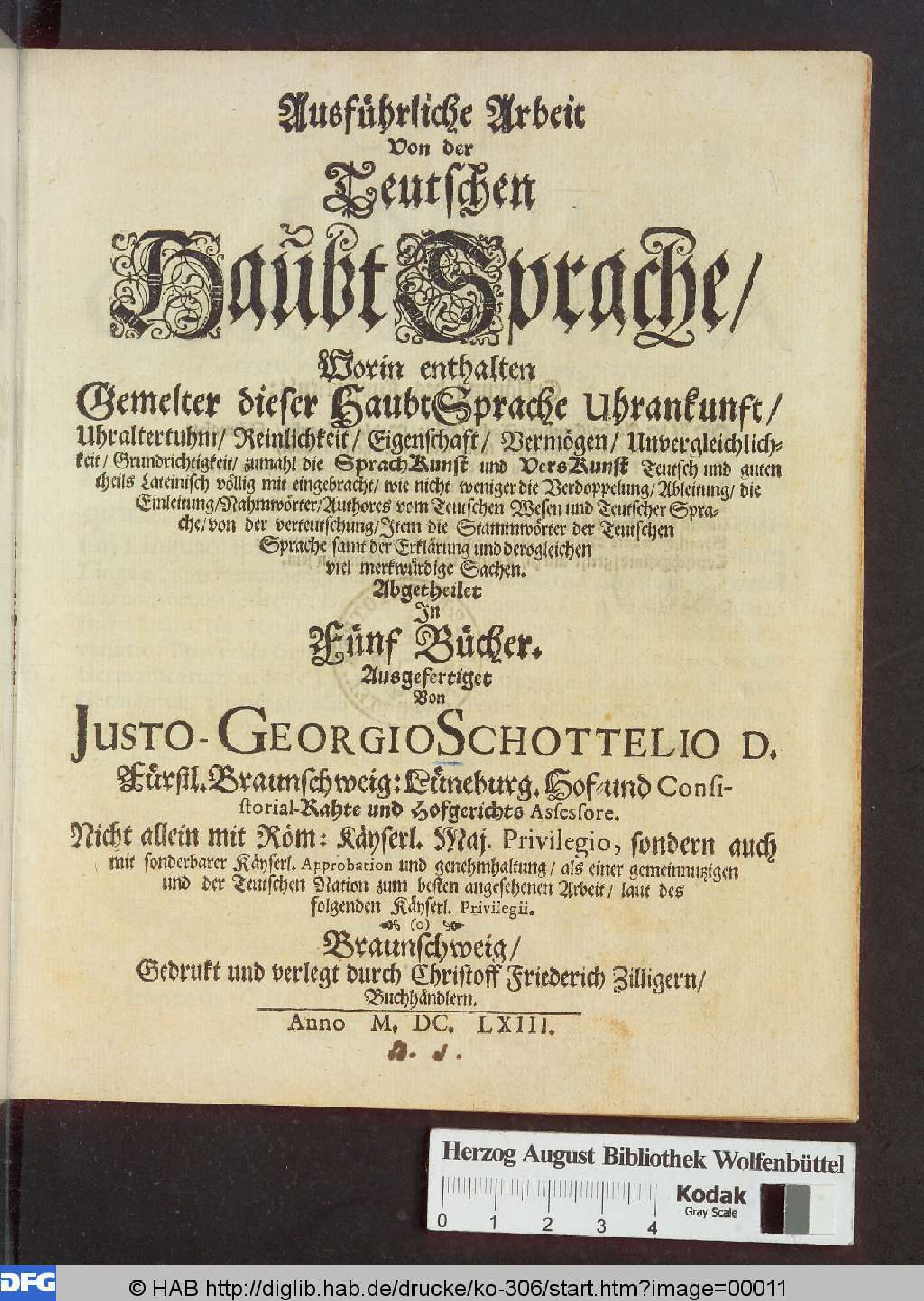
Ausführliche Arbeit Von der Teutschen HaubtSprache, 1663

- 1640: Lamentatio Germaniæ Exspirantis / Der nunmehr hinsterbenden Nymphen Germaniæ elendeste Todesklage
- 1641: Teutsche Sprachkunst
- 1647: Fruchtbringender Lustgarte: voller Geistliche und Weltliche Neue erfindungen
- 1648: Neu erfundenes Freuden-Spiel genandt Friedens-Sieg
- 1656: Teutsche Vers- und Reimkunst
- 1663: Ausführliche Arbeit Von der Teutschen HaubtSprache
- 1666: Jesu Christi Nahmens Ehr
- 1669: Ethica: die Sittenkunst oder Wollebenskunst
- 1671: De singularibus quibusdam et antiquis In Germania Juribus et Observatis.
- 1673: Sonderbare Vorstellung von der ewigen Seeligkeit
- 1673: Horrendum Bellum Grammaticale Teutonum antiquissimorum